# 久保神社 (大阪市)
久保神社（くぼじんじゃ）は、大阪市天王寺区勝山にある神社。旧社格は村社。

## 祭神
主殿
- 天照大御神（あまてらすすめらおおかみ）

相殿
- 熊野大神
  - 速素盞男尊（はやすさのおのみこと）
  - 伊邪那岐尊（いざなぎのみこと）
  - 伊邪那美尊（いざなみのみこと）
- 宇賀御霊神（うかのみたまのかみ）

## 歴史
昔、この辺りは窪地だったのでこの名が出たといわれる。もと四天王寺七宮の一にして久保村の産土神。四天王寺建立の願が成熟したことから、願成就宮ともいい、願掛けが多い。
- 明治5年（1872年）に村社に列した。
- 明治40年（1907年）生野国分の村社稲生神社と熊野大神宮を合祀。
- 明治43年（1910年）神饌幣帛料供進社に指定される[3]。
- 昭和20年（1945年）の大阪大空襲で焼失。
- 昭和27年（1952年）社殿を再建[4]。

## 現地情報
所在地
- 大阪府大阪市天王寺区勝山2丁目5-14

交通アクセス
- 最寄駅：JR大阪環状線寺田町駅下車後、徒歩約10分